# ペンタフルオロフェニルエステル

ペンタフルオロフェニルエステルの一般的な構造

ペンタフルオロフェニルエステル(Pentafluorophenyl ester)は、一般式RC(O)OC6F5の化合物である。ペンタフルオロフェノールの誘導体で、活性エステルである。
生体分子において、第一級アミンにフルオレセインやハプテン等の蛍光色素を付加するのに有益である。また、研究室内でのペプチド合成にとっても重要である。コハク酸イミドやその他の類似の反応剤と同じくらい効率的にアミド結合を形成するが、ペンタフルオロフェニルエステルは、特に抱合反応の際に自発的な加水分解の影響を受けにくいことから重宝される。

ペンタフルオロフェニルエステルの形成スキーム